# Travessia Santos–Guarujá
A Travessia Santos–Guarujá é um sistema de embarcações do tipo balsa que faz o transporte de pessoas e veículos entre os municípios de Santos e Guarujá, no litoral de São Paulo. O trajeto é feito em embarcações com capacidade para aproximadamente 40 veículos de passeio e operado pelo Departamento Hidroviário do Estado de São Paulo. A distância de 400 metros entre os dois municípios dura em média sete minutos para ser percorrida. A travessia que possui o maior fluxo de veículos do mundo nessa categoria, com a quantia de aproximadamente 23 mil veículos ao dia.

## Histórico
A travessia por balsa se mostrou a forma mais viável de ligação entre Santos e Guarujá, visto que a construção de uma ponte era inviável devido ao grande número de embarcações que circulam no canal com destino ao Porto de Santos. 
Além disso, o trajeto terrestre, pela Rodovia Piaçaguera–Guarujá, entre os dois municípios vizinhos, é de 45 km e dura aproximadamente 50 minutos.

## Projetos futuros
Há projetos do Governo do Estado de São Paulo para a desativação do sistema de balsas e a implementação de um túnel submerso, ou ponte ligando as duas cidades, visto que as embarcações operam atualmente no limite de sua capacidade.
Ao longo de 2009 foi decidido pelo então governo do Estado de São Paulo que a melhor opção seria a ponte, por diversos motivos, não tanto financeiros, mas pelo motivo turístico (incentivado pela beleza visual da Ponte Estaiada, situada no Município de São Paulo). Outros fatores que fizeram o governo tomar essa decisão foram o suposto impacto ambiental que poderia ser maior no caso do túnel, assim como o custo de manutenção a longo prazo, levando-se em conta a pressão da água sobre o solo acima do túnel. Tudo isso é, contudo, muito discutível, não a questão turística, mas a questão econômica, tanto de construção quanto de manutenção, e o impacto ambiental. 
Ressalta-se ainda que túnel, se não fosse muito profundo, limitaria a profundidade do canal do estuário que é utilizado pelos navios impedindo futuras dragagens para desassoreamentos desse canal, que podem ser necessárias conforme os navios aumentem de tamanho com o tempo.

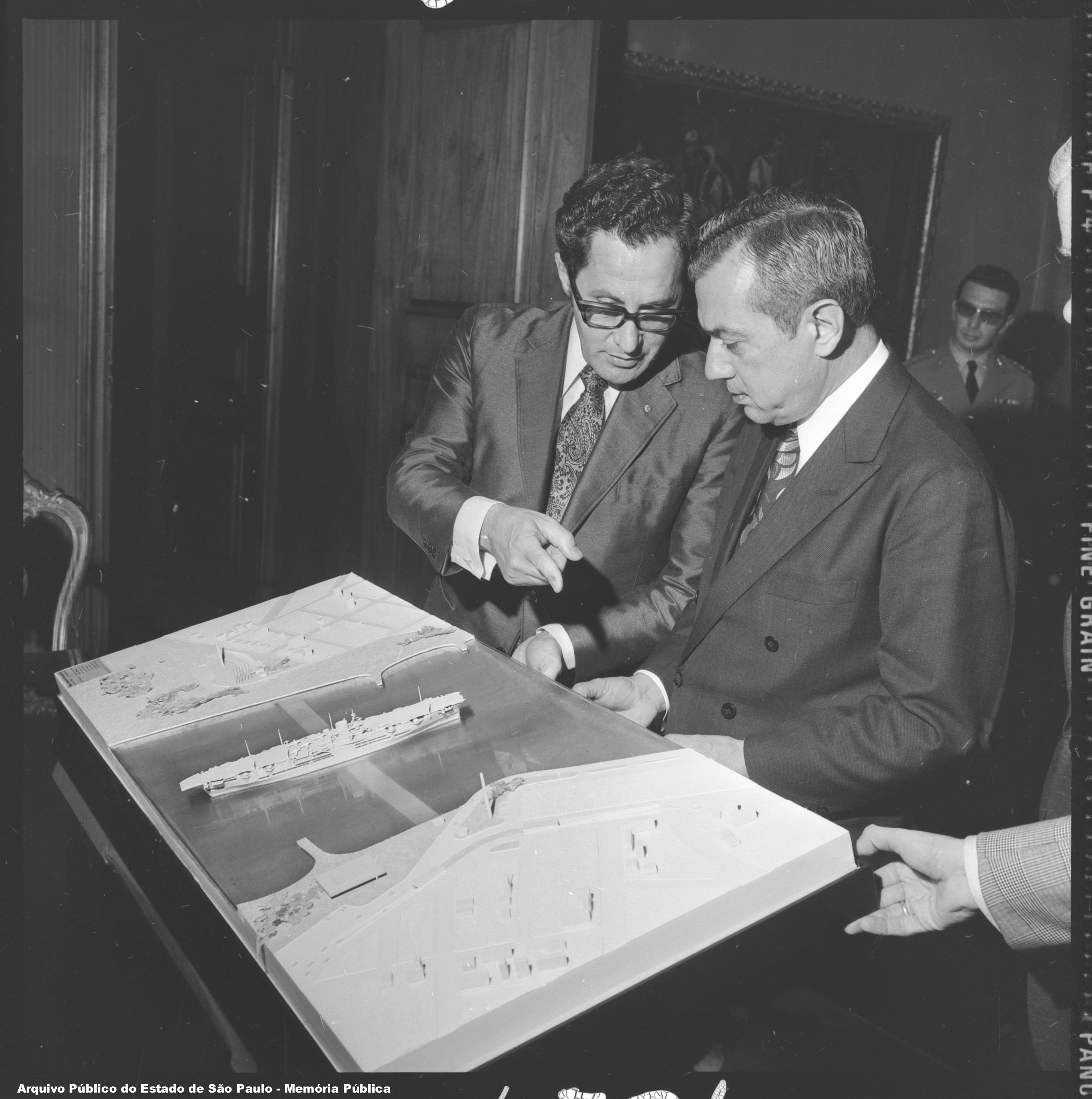
Projeto de túnel para substituir a Travessia Santos–Guarujá, 1972. Arquivo Público do Estado de São Paulo
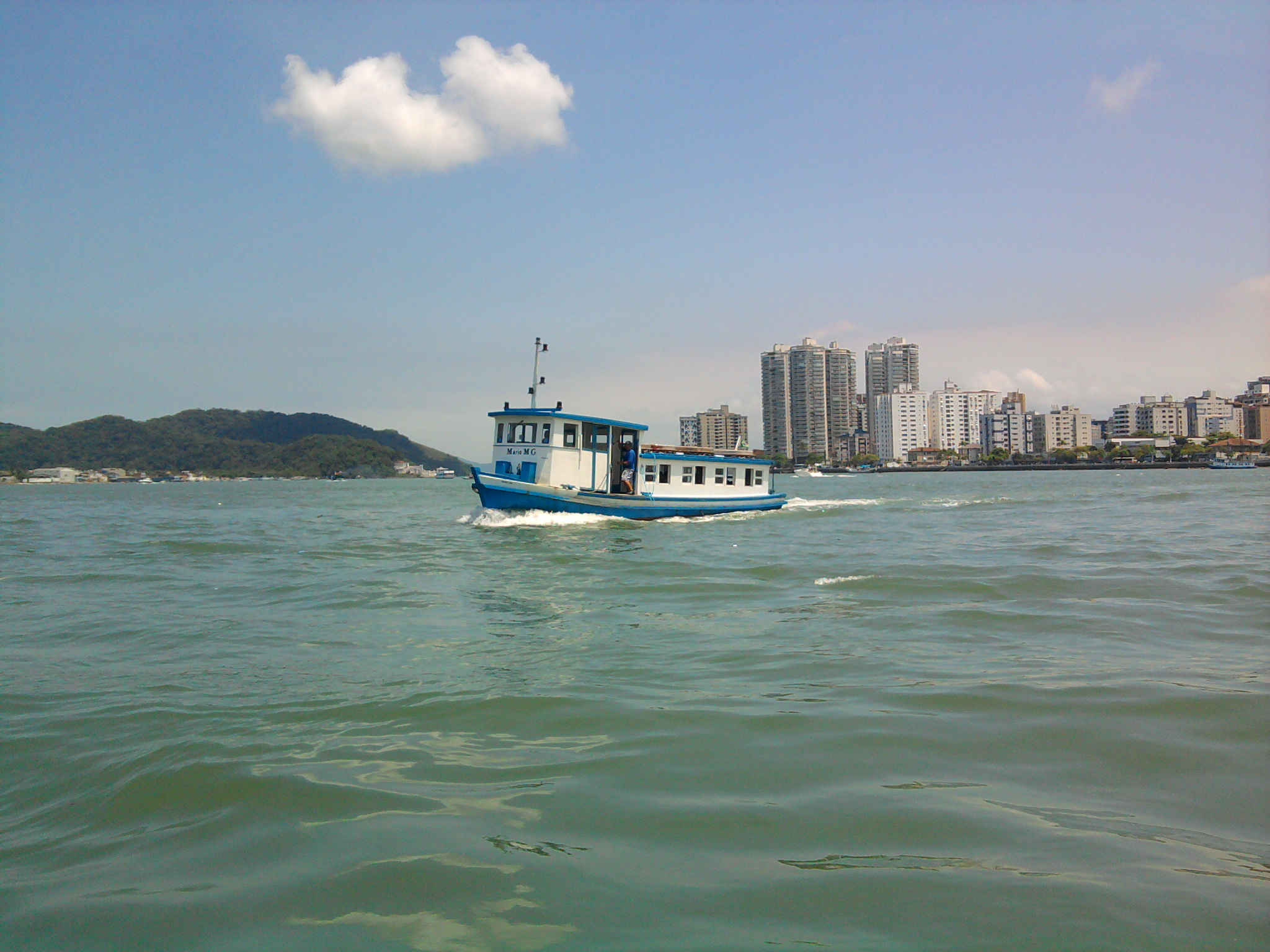
Barca para travessia de pedestres
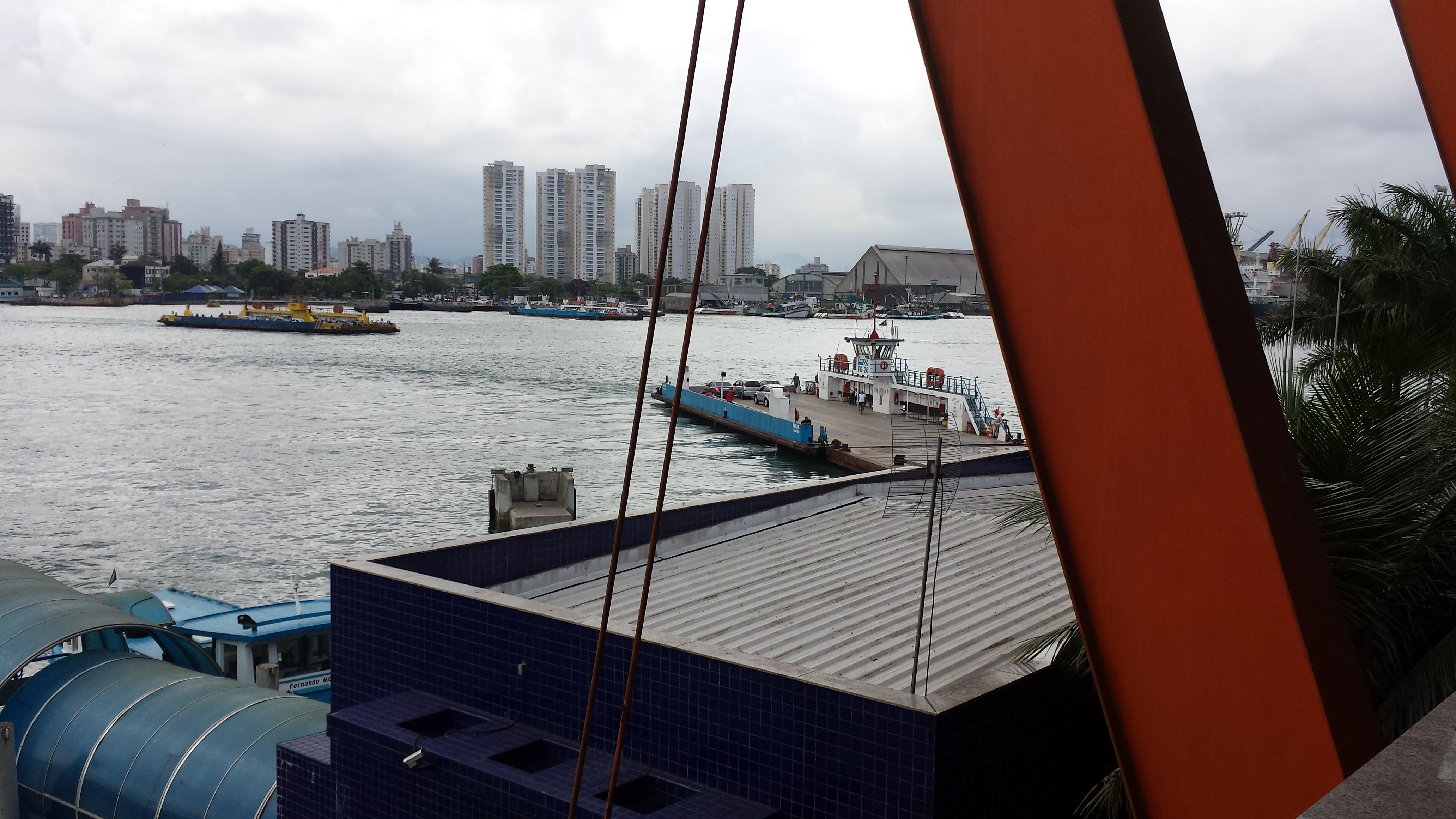
Estação das Barcas de Guarujá
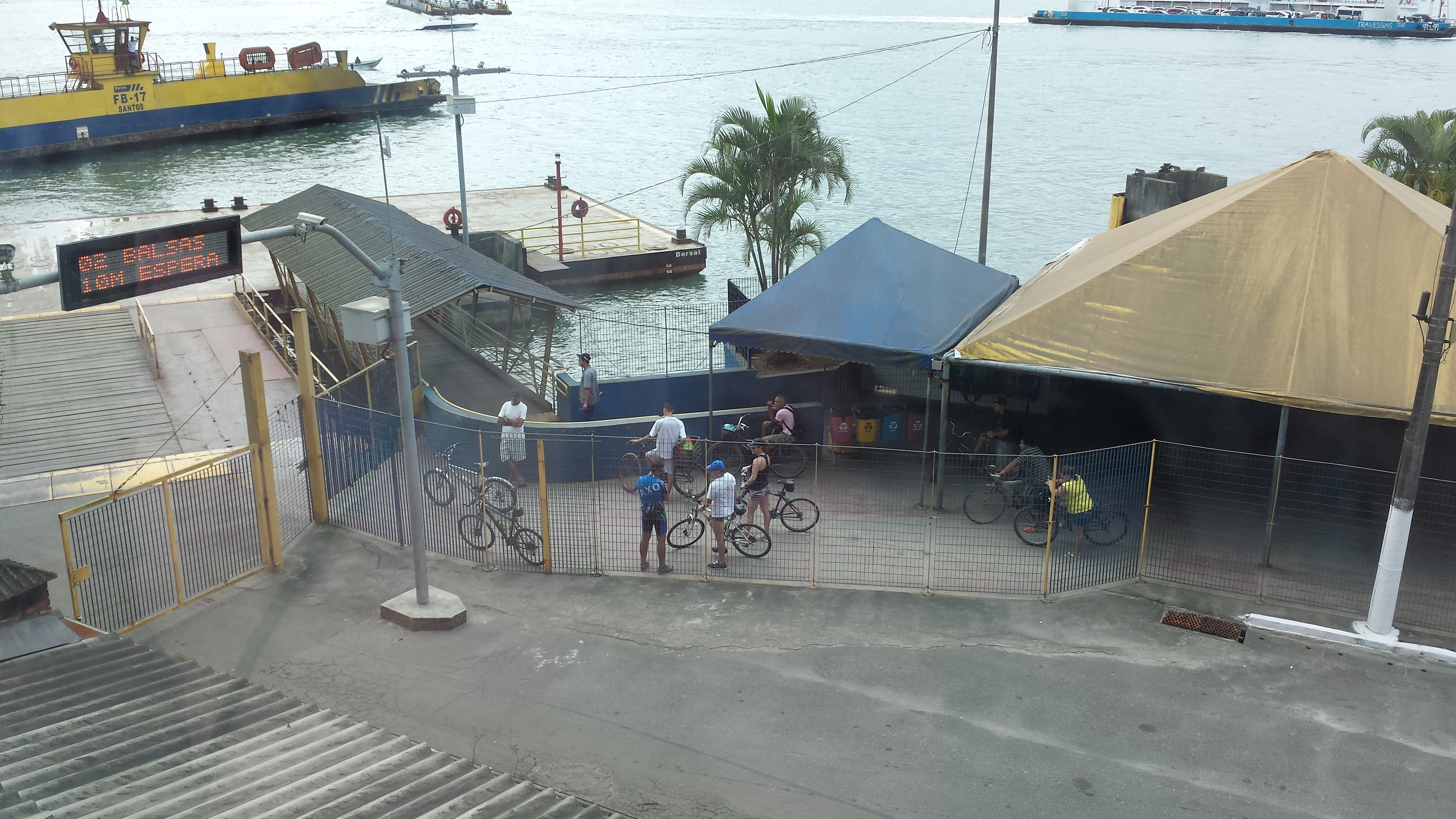
Estação das Barcas de Guarujá

### Projeto: Túnel Santos - Guarujá 2024
O  Novo Programa de Aceleração do Crescimento (PAC), do Governo Federal, confirmou o início das obras do túnel Santos-Guarujá, no litoral de São Paulo, para final de 2024 e início de 2025. As obras começaram no dia 3 de fevereiro de 2025, com sondagens no fundo do estuário.
O percurso pelo túnel terá 1,5 km de extensão e menos de 2 minutos, que também contará com faixas para pedestres.